# Manimutharu
Manimutharu è una suddivisione dell'India, classificata come town panchayat, di 12.290 abitanti, situata nel distretto di Tirunelveli, nello stato federato del Tamil Nadu. In base al numero di abitanti la città rientra nella classe IV (da 10.000 a 19.999 persone).

## Geografia fisica
La città è situata a 08° 40' 57 N e 77° 23' 15 E.

## Società

### Evoluzione demografica
Al censimento del 2001 la popolazione di Manimutharu assommava a 12.290 persone, delle quali 6.048 maschi e 6.242 femmine. I bambini di età inferiore o uguale ai sei anni assommavano a 1.313, dei quali 663 maschi e 650 femmine. Infine, coloro che erano in grado di saper almeno leggere e scrivere erano 9.110, dei quali 4.860 maschi e 4.250 femmine.